# Аль-Айюби, Махмуд
Махмуд аль-Айюби (араб. محمود الأيوبي‎, 1932 — 2013, Дамаск) — сирийско-курдский политик, родившийся в известной семье, связанной с политикой, в Дамаске, Сирия.

## Карьера
Он занимал пост заместителя премьер-министра и министра образования с 1970 по 1971 год в правительстве Хафеза Асада.
Аль-Айюби занимал пост премьер-министра Сирии с 21 декабря 1972 года по 7 августа 1976 года при президенте Хафезе Аль-Асаде.
Он также занимал пост вице-президента Сирии с февраля 1971 года по август 1976 года, вице-президента Национального прогрессивного фронта, министра образования, члена национального командования партии Баас и члена национального командования до своей смерти в октябре 2013 года.